# Circonscription de Serrès
La circonscription de Serrès (en grec Εκλογική περιφέρεια Σερρών) est une circonscription législative de la Grèce. Elle correspond au territoire du nome de Serrès. Elle compte 231 449 électeurs inscrits en janvier 2015.

Situation de la circonscription de Serrès

## Élections législatives de mai 2012

### Résultats
La circonscription de Serrès élit sept députés en mai 2012. Les élections ont lieu au scrutin proportionnel plurinominal avec prime majoritaire et un seuil de représentation de 3 % des suffrages exprimés au niveau national.
137 943 électeurs se sont exprimés sur 238 846 inscrits, soit un taux de participation de 57,75 %. Parmi les vingt-quatre listes candidates, cinq listes obtiennent au moins un siège dans la circonscription.
| Rang | Liste                              | Nombre de voix | Pourcentage des voix | Nombre de sièges |
| ---- | ---------------------------------- | -------------- | -------------------- | ---------------- |
| 1    | Nouvelle Démocratie                | +40 251,       | 30,06 %              | 3                |
| 2    | Mouvement socialiste panhellénique | +21 350,       | 15,94 %              | 1                |
| 3    | Grecs indépendants                 | +14 311,       | 10,69 %              | 1                |
| 4    | SYRIZA                             | +12 253,       | 9,15 %               | 0                |
| 5    | Aube dorée                         | +09 070,       | 6,77 %               | 1                |
| 6    | Parti communiste de Grèce          | +08 205,       | 6,13 %               | 0                |
| 7    | Gauche démocrate                   | +06 433,       | 4,80 %               | 1                |

### Députés

#### Nouvelle Démocratie
La liste de la Nouvelle Démocratie est en tête et obtient trois sièges.
| Rang | Nom                   | Nombre de voix |
| ---- | --------------------- | -------------- |
| 1    | Ménélaos Vlachvéis    | +13 073,       |
| 2    | Fotiní Arambatzí      | +09 856,       |
| 3    | Théofilos Léondaridis | +08 828,       |

#### Mouvement socialiste panhellénique
La liste du Mouvement socialiste panhellénique est deuxième et obtient un siège.
| Rang | Nom            | Nombre de voix |
| ---- | -------------- | -------------- |
| 1    | Markos Bolaris | +09 781,       |

#### Grecs indépendants
La liste des Grecs indépendants est troisième et obtient un siège.
| Rang | Nom                    | Nombre de voix |
| ---- | ---------------------- | -------------- |
| 1    | María Kóllia-Tsarouchá | +06 768,       |

#### Aube dorée
La liste d'Aube dorée est cinquième et obtient un siège.
| Rang | Nom           | Nombre de voix |
| ---- | ------------- | -------------- |
| 1    | Nikitas Sioïs | +02 910,       |

#### DIMAR
La liste de la DIMAR est septième et obtient un siège.
| Rang | Nom              | Nombre de voix |
| ---- | ---------------- | -------------- |
| 1    | Evangelos Fotiou | +01 141,       |

## Élections législatives de juin 2012

### Résultats
La circonscription de Serrès élit sept députés en juin 2012. Les sièges sont répartis à l'issue d'un scrutin proportionnel plurinominal avec prime majoritaire entre les listes ayant obtenu au moins 3 % des suffrages exprimés au niveau national.
131 191 électeurs se sont exprimés sur 237 835 inscrits, soit un taux de participation de 55,16 %. Parmi les dix-huit listes candidates, cinq listes obtiennent au moins un siège dans la circonscription.
| Rang | Liste                              | Nombre de voix | Pourcentage des voix | Nombre de sièges |
| ---- | ---------------------------------- | -------------- | -------------------- | ---------------- |
| 1    | Nouvelle Démocratie                | +51 947,       | 40,14 %              | 3                |
| 2    | SYRIZA                             | +21 146,       | 16,34 %              | 1                |
| 3    | Mouvement socialiste panhellénique | +19 276,       | 14,90 %              | 1                |
| 4    | Grecs indépendants                 | +09 938,       | 7,68 %               | 1                |
| 5    | Aube dorée                         | +09 231,       | 7,13 %               | 1                |
| 6    | Gauche démocrate                   | +05 957,       | 4,60 %               | 0                |
| 7    | Parti communiste de Grèce          | +04 115,       | 3,18 %               | 0                |

### Députés

#### Nouvelle Démocratie
La liste de la Nouvelle Démocratie est en tête et obtient trois sièges.
| Rang | Nom                   |
| ---- | --------------------- |
| 1    | Ménélaos Vlachvéis    |
| 2    | Fotiní Arambatzí      |
| 3    | Théofilos Léondaridis |

#### SYRIZA
La liste de la SYRIZA est deuxième et obtient un siège.
| Rang | Nom                |
| ---- | ------------------ |
| 1    | Afroditi Stambouli |

#### Mouvement socialiste panhellénique
La liste du Mouvement socialiste panhellénique est troisième et obtient un siège.
| Rang | Nom            |
| ---- | -------------- |
| 1    | Markos Bolaris |

#### Grecs indépendants
La liste des Grecs indépendants est quatrième et obtient un siège.
| Rang | Nom                    |
| ---- | ---------------------- |
| 1    | María Kóllia-Tsarouchá |

#### Aube dorée
La liste d'Aube dorée est cinquième et obtient un siège.
| Rang | Nom           |
| ---- | ------------- |
| 1    | Nikitas Sioïs |

## Élections législatives de janvier 2015

### Résultats
La circonscription de Serrès élit six députés en janvier 2015. Les sièges sont répartis à l'issue d'un scrutin proportionnel plurinominal avec prime majoritaire entre les listes ayant obtenu au moins 3 % des suffrages exprimés au niveau national.
128 327 électeurs se sont exprimés sur 231 449 inscrits, soit un taux de participation de 55,45 %. Parmi les seize listes candidates, cinq listes obtiennent au moins un siège dans la circonscription.
| Rang | Liste                              | Nombre de voix | Pourcentage des voix | Nombre de sièges |
| ---- | ---------------------------------- | -------------- | -------------------- | ---------------- |
| 1    | Nouvelle Démocratie                | +46 785,       | 37,44 %              | 2                |
| 2    | SYRIZA                             | +32 784,       | 26,24 %              | 1                |
| 3    | Aube dorée                         | +08 038,       | 6,43 %               | 1                |
| 4    | Mouvement socialiste panhellénique | +07 742,       | 6,20 %               | 0                |
| 5    | La Rivière                         | +07 134,       | 5,71 %               | 1                |
| 6    | Grecs indépendants                 | +06 875,       | 5,50 %               | 1                |
| 7    | Parti communiste de Grèce          | +04 725,       | 3,78 %               | 0                |

Le Mouvement des socialistes démocrates n'est pas représenté au Parlement hellénique car il n'a pas atteint le seuil de 3 % des suffrages exprimés au niveau national.

### Députés
La répartition des sièges au sein de chaque liste élue dépend du nombre de voix obtenues individuellement par chaque candidat, suivant le système du vote préférentiel. Dans la circonscription de Serrès, les listes peuvent comporter jusqu'à huit candidats. Les électeurs peuvent exprimer un vote préférentiel pour un maximum de deux candidats sur la liste pour laquelle ils votent.

#### Nouvelle Démocratie
La liste de la Nouvelle Démocratie est en tête et obtient deux sièges.
| Rang | Nom                        | Nombre de voix |
| ---- | -------------------------- | -------------- |
| 1    | Konstantinos A. Karamanlis | +20 136,       |
| 2    | Fotini Arambatzi           | +14 761,       |

#### SYRIZA
La liste de la SYRIZA est deuxième et obtient un siège.
| Rang | Nom                | Nombre de voix |
| ---- | ------------------ | -------------- |
| 1    | Afroditi Stambouli | +09 188,       |

#### Aube dorée
La liste d'Aube dorée est troisième et obtient un siège.
| Rang | Nom                     | Nombre de voix |
| ---- | ----------------------- | -------------- |
| 1    | Artemios Matthaiopoulos | +04 240,       |

#### La Rivière
La liste de La Rivière est cinquième et obtient un siège.
| Rang | Nom                       | Nombre de voix |
| ---- | ------------------------- | -------------- |
| 1    | Alexandros Hadjidimitriou | +01 785,       |

#### Grecs indépendants
La liste des Grecs indépendants est sixième et obtient un siège.
| Rang | Nom                    | Nombre de voix |
| ---- | ---------------------- | -------------- |
| 1    | María Kóllia-Tsarouchá | +04 108,       |